# Blocco di Stralsund
Il blocco di Stralsund fu un blocco commerciale avvenuto nel corso della Guerra dei Sette anni quando le forze prussiane investirono la guarnigione svedese di Stralsund, la capitale della Pomerania svedese. Anziché assediare il porto, i prussiani preferirono bloccarlo a livello commerciale, ma non furono in grado di reggere il blocco navale e dovettero abbandonare l'operazione.

## Antefatto
La Svezia era entrata nella guerra dei sette anni nel 1757, assieme a Francia, Russia, Austria e Sassonia nella loro alleanza contro la Prussia. Nel corso dell'autunno del 1757, con le forze prussiane occupate altrove, gli svedesi si portarono a sud e rioccuparono gran parte della Pomerania. A seguito del ritiro dei russi dalla Prussia orientale, dopo la battaglia di Gross-Jägersdorf, Federico il Grande ordinò al suo generale Hans von Lehwaldt di muoversi a ovest verso Stettino per confrontarsi con gli svedesi. Le truppe prussiane diedero prova di essere meglio equipaggiate ed allenate rispetto a quelle svedesi e ricacciarono gli avversari nella Pomerania svedese. I prussiani presero in successione anche Anklam e Demmin e gli svedesi vennero lasciati unicamente nella fortezza di Stralsund e sull'isola di Rügen. Fredrik von Rosen venne inviato a prendere il controllo delle forze svedesi impegnate nel conflitto.

## Il blocco
Dal momento che Stralsund non aveva intenzione di arrendersi, ai prussiani parve evidente che fosse necessario organizzare un blocco navale alla città partendo proprio dall'utilizzo della marina. Alla luce di ciò, Federico il Grande richiese ai suoi alleati inglesi di inviare una flotta nel Mar Baltico. L'Inghilterra ad ogni modo, tutt'altro che intenzionata ad entrare in guerra con Svezia e Russia, declinò l'offerta giustificando la propria decisione con la necessità di avere le proprie navi altrove. Il fallimento di Federico nell'ottenere una flotta di supporto fu una delle cause principali del fallimento del blocco di Stralsund.
Durante questo periodo i prussiani reclutarono con la forza uomini dalla Pomerania svedese. I Francesi furono impegnati nel sostenere economicamente gli svedesi e nel pagare la Danimarca affinché si mantenesse neutrale anziché entrare in guerra al fianco della Prussia.

## Conseguenze
Quando iniziò la campagna militare del 1758, le forze prussiane attorno a Stralsund vennero richieste urgentemente su lfronte russo e si ritirarono spontaneamente dal blocco della città. Dopo che i prussiani furono sconfitti nella battaglia di Kunersdorf nel 1759 gli svedesi riuscirono a riprendere l'offensiva ed a vincere la battaglia di Frisches Haff. Malgrado ciò, gli svedesi fecero progressi limitati e nel 1762, quando i russi si ritirarono dalla guerra, la Svezia fece pace coi prussiani grazie al trattato di Amburgo.